# NGC 4993
NGC 4993 (còn được gọi là NGC 4994) là một thiên hà dạng thấu kính  nằm cách chúng ta khoảng 140 triệu năm ánh sáng  trong chòm sao Hydra. Nó được phát hiện vào ngày 26 tháng 3 năm 1789  bởi William Herschel  và là thành viên của NGC 4993 Group.
NGC 4993 là nơi diễn ra sự kiện thiên văn đầu tiên được phát hiện trong cả bức xạ điện từ và lực hấp dẫn, sự va chạm của hai ngôi sao neutron, một khám phá được trao giải thưởng Đột phá của năm 2017 bởi tạp chí Science. Việc phát hiện một sự kiện sóng hấp dẫn liên quan đến vụ nổ tia gamma cung cấp xác nhận trực tiếp rằng các va chạm sao neutron nhị phân tạo ra các vụ nổ tia gamma ngắn.

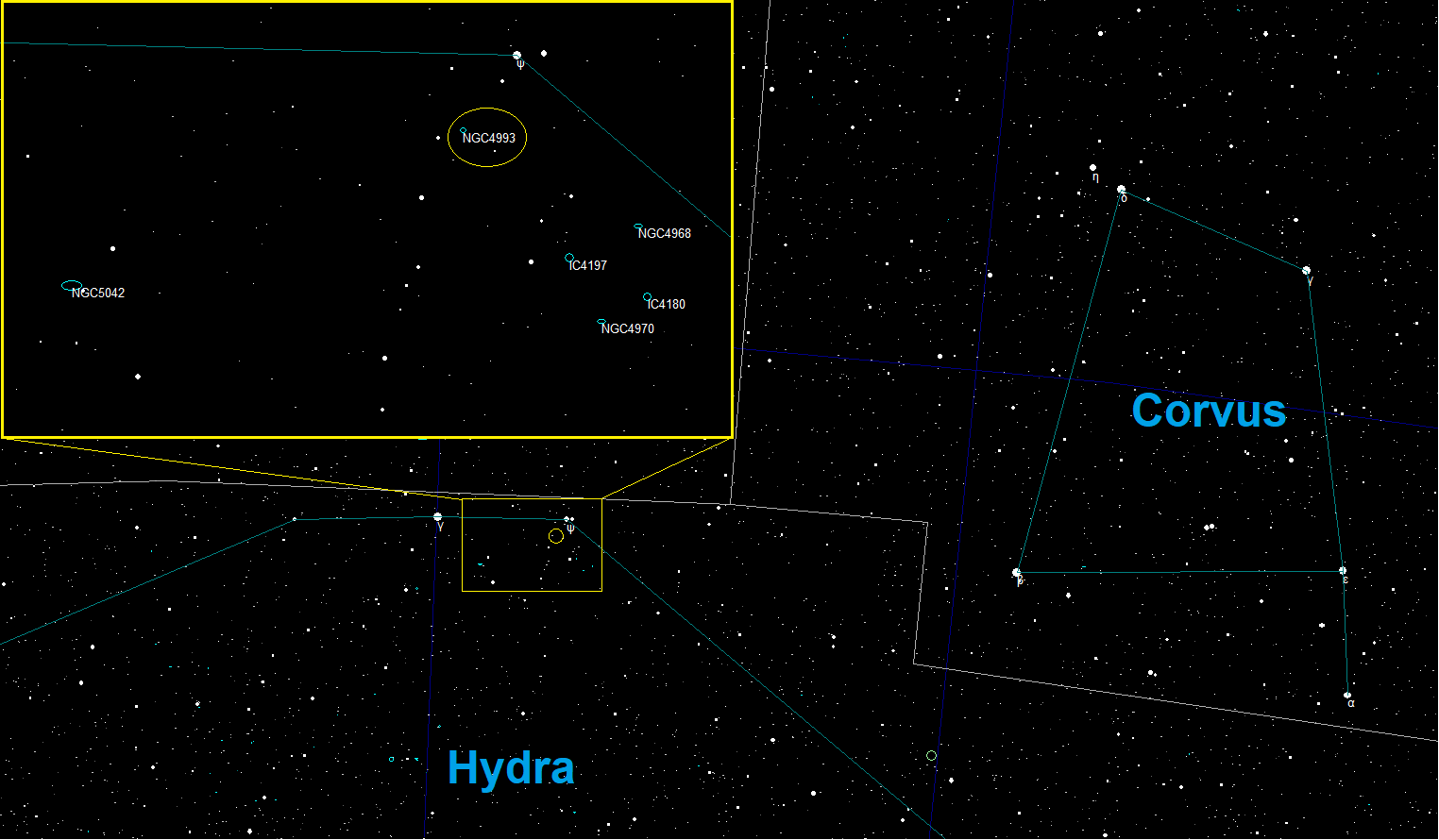
Bản đồ các thiên hà NGC 4993 ψ Hydrae, gần với NGC 4968, NGC 4970, NGC 5042, IC 4180, IC 4197

## Tính chất
NGC 4993 có một số vỏ sao đồng tâm và làn bụi lớn với đường kính khoảng vài kiloparsec bao quanh hạt nhân và được kéo dài thành hình chữ "s". Làn bụi dường như được kết nối với một vòng bụi nhỏ có đường kính ~ 0,1 kpc (330 ly). Các tính năng này trong NGC 4993 có thể là kết quả  của một vụ sáp nhập gần đây với một thiên hà loại khí muộn xảy ra khoảng 400 triệu năm trước. Tuy nhiên, Palmese et al. cho rằng thiên hà liên quan đến vụ sáp nhập là một thiên hà ít khí.

### Vật chất tối
NGC 4993 có vật chất tối với khối lượng ước tính là 1939.

### Cáccụm sao cầu
NGC 4993 có số cụm sao cầu ước tính 250 cụm.
Độ chói của NGC 4993 chỉ ra rằng hệ thống cụm sao cầu bao quanh thiên hà có thể bị chi phối bởi các cụm sao cầu ít kim loại.

## Lỗ đen siêu khối lượng
NGC 4993 có một lỗ đen siêu khối lượng với khối lượng ước tính khoảng 80 đến 100 triệu khối lượng mặt trời (8).

## Hoạt động hạt nhân thiên hà
Sự hiện diện của các vạch phát xạ OIII, NII và SII yếu trong hạt nhân NGC 4993 và tỷ lệ tương đối cao của [NII] 6583 / Hα cho thấy NGC 4993 là AGN độ sáng thấp (LLAGN). Hoạt động có thể đã được kích hoạt bằng khí từ thiên hà loại muộn khi nó được hợp nhất với NGC 4993.

## Quan sát các vụ hợp nhất của cácsao neutron
Vào tháng 8 năm 2017, các tin đồn đã lan truyền  liên quan đến vụ nổ tia gamma ngắn được chỉ định GRB 170817A, thuộc loại được phỏng đoán phát ra trong vụ va chạm của hai ngôi sao neutron. Vào ngày 16 tháng 10 năm 2017, sự hợp tác của LIGO và Virgo đã thông báo rằng họ đã phát hiện ra một sự kiện sóng hấp dẫn, được chỉ định là GW170817. Tín hiệu sóng hấp dẫn phù hợp với dự đoán cho sự hợp nhất của hai ngôi sao neutron, hai giây trước khi vụ nổ tia gamma. Tín hiệu sóng hấp dẫn, có thời lượng khoảng 100 giây, là phát hiện sóng hấp dẫn đầu tiên về sự hợp nhất của hai ngôi sao neutron.
Một thoáng qua quang học, AT 2017gfo (còn được gọi là SSS17a), đã được phát hiện trong NGC   4993 11 giờ sau tín hiệu sóng hấp dẫn và tia gamma, cho phép xác định vị trí của sự hợp nhất. Sự phát xạ quang được cho là do một kilonova. Phát hiện về AT 2017gfo là quan sát đầu tiên (và nội địa hóa đầu tiên) của một đối tác điện từ với nguồn sóng hấp dẫn.  
GRB 170817A là một vụ nổ tia gama (GRB) phát hiện bởi NASA 's Fermi và ESA ' s INTEGRAL trên 17 Tháng tám năm 2017. Mặc dù chỉ được định vị ở một khu vực rộng lớn trên bầu trời, nhưng nó được cho là tương ứng với hai quan sát khác,  một phần do thời gian đến 1.7   vài giây sau sự kiện GW.